# Centro Ciclismo de Loulé-Louletano/Saison 2010
Dieser Artikel listet Erfolge und Mannschaft des Radsportteams Centro Ciclismo de Loulé-Louletano in der Saison 2010 auf.

## Erfolge in der UCI Europe Tour
Bei den Rennen der UCI Europe Tour im Jahr 2010 gelangen dem Team nachstehende Erfolge.
| Datum              | Rennen                          | Kat. | Sieger              |
| ------------------ | ------------------------------- | ---- | ------------------- |
| 27. April          | Subida al Naranco               | 1.1  | Santiago Pérez      |
| 2. Mai             | 5. Etappe Vuelta a Asturias     | 2.1  | Constantino Zaballa |
| 28. April – 2. Mai | Gesamtwertung Vuelta a Asturias | 2.1  | Constantino Zaballa |

## Zugänge – Abgänge
| Zugänge                      | Team 2009          | Abgänge                      | Team 2010    |
| ---------------------------- | ------------------ | ---------------------------- | ------------ |
| Bruno Pinto                  | Barbot-Siper       | Virgilio Neves               | Super Froiz  |
| Celestino Pinho              | LA Rota dos Móveis | Eladio Jiménez               | Dopingsperre |
| Constantino Zaballa          | LA Rota dos Móveis | Nuno Marta                   | Unbekannt    |
| Santiago Pérez               | Madeinox-Boavista  | Alexandre Oliveira           | Unbekannt    |
| Tiago Silva                  | LA-MSS (2008)      | Pablo de Pedro               | Unbekannt    |
| Jesús del Nero (ab 26. Juni) | Fuji-Servetto      | Miguel Raposo                | Unbekannt    |
|                              |                    | Pedro Romero                 | Unbekannt    |
|                              |                    | Hugo Vitor                   | Unbekannt    |
|                              |                    | João Cabreira (bis 25. Juni) | Dopingsperre |

## Mannschaft
| Name                | Geburtstag         | Nationalität | Team 2011                |
| ------------------- | ------------------ | ------------ | ------------------------ |
| Ludovic Baptista    | 12. Februar 1984   | Portugal     |                          |
| Rogério Batista     | 2. Dezember 1983   | Portugal     |                          |
| Pedro Miguel Lopes  | 29. Juni 1975      | Portugal     |                          |
| Jesús del Nero      | 16. März 1982      | Spanien      | Team NetApp              |
| Santiago Pérez      | 5. August 1977     | Spanien      | Barbot-Efapel            |
| Celestino Pinho     | 2. Januar 1984     | Portugal     | Louletano/Loulé Concelho |
| Bruno Pinto         | 8. Juni 1985       | Portugal     | Barbot-Efapel            |
| César Quiterio      | 20. Juli 1976      | Portugal     |                          |
| Bruno Saraiva       | 27. März 1985      | Portugal     | Louletano/Loulé Concelho |
| Daniel Silva        | 8. Juni 1985       | Portugal     | Onda                     |
| Tiago Silva         | 6. Oktober 1986    | Portugal     |                          |
| Pedro Soeíro        | 11. September 1975 | Portugal     |                          |
| Constantino Zaballa | 15. Mai 1978       | Spanien      | Miche-Guerciotti         |